# Roger Paraboschi
Roger Paraboschi, né le 31 mai 1926 à Paris et mort le 16 novembre 2020 à Montreuil, est un accordéoniste  et batteur de jazz français d'origine italienne.
Fils d'un émigré italien accordéoniste, Roger Paraboschi débute la musique avec l'accordéon. Il se tourna ensuite vers la batterie et le jazz.
Sa carrière musicale commence réellement après la Seconde Guerre mondiale. Il a sillonné les bals musette de la capitale française.
Roger Paraboschi a joué avec Sidney Bechet, Django Reinhardt, Gus Viseur, Stéphane Grappelli, Milt Buckner, Bill Coleman, Don Byas, Hot Lips Page, Lucky Thompson, Aimé Barelli, Bernard Peiffer, Gérard Badini, Boulou Ferré.
En 1949, Roger Paraboschi joue de la batterie dans le quartet de Geo Daly en compagnie de Jean Bouchety à la contrebasse et Bernard Peiffer au piano. Ils enregistrent le premier disque en 78 tours de Geo Daly, "Nine O’Clock Jump" et "Moonglow" chez "Swing" puis cher "Jazztime". 
La même année, il joue dans l'orchestre de Sidney Bechet dans un trio avec Bernard Peiffer et Jean Bouchety dans la salle Pleyel à Paris.
Vers 1948, il rejoint Bob Castella et Henri Crolla dans le quintette jazzy qui accompagne Yves Montand, quintette qui va devenir un modèle pour beaucoup d'artistes de la chanson[réf. nécessaire].
il y avait aussi Emmanuel Soudieux, le bassiste préféré de Django, le premier européen à jouer "la walking bass"  (les 4 temps à la contrebasse), et Freddy Balta, un des 3 ou 4 grands de l'accordéon tous genres confondus, de cette époque.
Roger Paraboschi continua à jouer dans les boîtes et clubs de jazz de Saint-Germain-des-Près, notamment le Furstenberg durant 17 ans avec André Persiany et Roland Lobligeois. 